# Déli hantmadár
A déli hantmadár (Oenanthe hispanica) a madarak osztályának a verébalakúak (Passeriformes) rendjéhez és a  légykapófélék (Muscicapidae) családjához tartozó faj.

## Rendszerezése
A fajt Carl von Linné svéd természettudós írta le 1770-ben, a Motacilla nembe Motacilla hispanica néven.

## Alfajai
- Oenanthe hispanica hispanica – Spanyolországban él és Észak-Afrikába vonul.
- Oenanthe hispanica melanoleuca – a mediterrán területről Szudánba vonul.

## Előfordulása
Dél-Európában, Északnyugat-Afrikában és a Közel-Keleten honos. Természetes élőhelyei a sziklás, köves, bokros, napsütötte hegyoldalak. Vonuló faj, a telet Afrika trópusi részén tölti.

### Kárpát-medencei előfordulása
Magyarországon ritka kóborló, eddig 12 előfordulása ismert.

## Megjelenése
Testhossz 14 centiméter, a szárny fesztávolsága 25-27 centiméter, testtömege 12-22 gramm.
|  |  |

## Életmódja
Rovarokkal táplálkozik, főleg hangyákkal, de pókokat is fogyaszt.

## Szaporodása
A kövek közé a tojó fűszálakból készíti el csésze alakú fészkét, melyet mohával és szőrszálakkal bélel ki. Fészekalja 4 tojásból áll, melyen a tojó 13-14 napig kotlik. A kikelt fiókák még 13-14 napot töltenek a fészekben, majd a sziklák között rejtőzködnek.
|  |

## Természetvédelmi helyzete
Az elterjedési területe rendkívül nagy, egyedszáma is nagy, de csökkenő. A Természetvédelmi Világszövetség Vörös listáján nem fenyegetett fajként szerepel. Magyarországon védett, természetvédelmi értéke 25 000 Forint.